# Dalabanan
Dalabanan är en cirka 265 kilometer lång elektrifierad järnvägslinje mellan Uppsala och Mora–(Morastrand) via bland annat Sala, Avesta Krylbo och Borlänge. Sträckan Borlänge–Rättvik–Mora–(Morastrand) kallas även för Siljansbanan. Den del av Dalabanan/Siljansbanan som går mellan Mora station och Morastrand är egentligen en del av Älvdalsbanan som tar vid efter Mora station. Elektrifieringen upphör strax väster om Morastrand och efter växeln där Inlandsbanan viker av mot söder fortsätter den oelektrifierade Älvdalsbanan som rent fysiskt är en fortsättning på Dalabanan.

## Historia
Namnet Dalabanan fastställdes av dåvarande Banverket år 1990. Banans delsträckor har ursprungligen tillhört olika banor. Delen Uppsala–Avesta Krylbo byggdes som Norra stambanan, öppnad 1873 till Krylbo.
Norr om Krylbo byggdes banan av olika enskilda järnvägsbolag (förstatligade på 1940-talet). Krylbo–Borlänge öppnades som Södra Dalarnes Järnväg, 1881. Borlänge-Insjön, Siljans Järnväg, öppnades 1884, och Insjön-Rättvik 1914, båda delarna ingående i Södra Dalarnes Järnväg. 1891 öppnades sträckan Rättvik-Mora av bolaget Falun-Rättvik-Mora Järnväg. Sträckan Rättvik-Mora övertogs senare av Gävle-Dala järnväg, som trafikerade linjen Mora–Falun–Gävle.

## Trafik

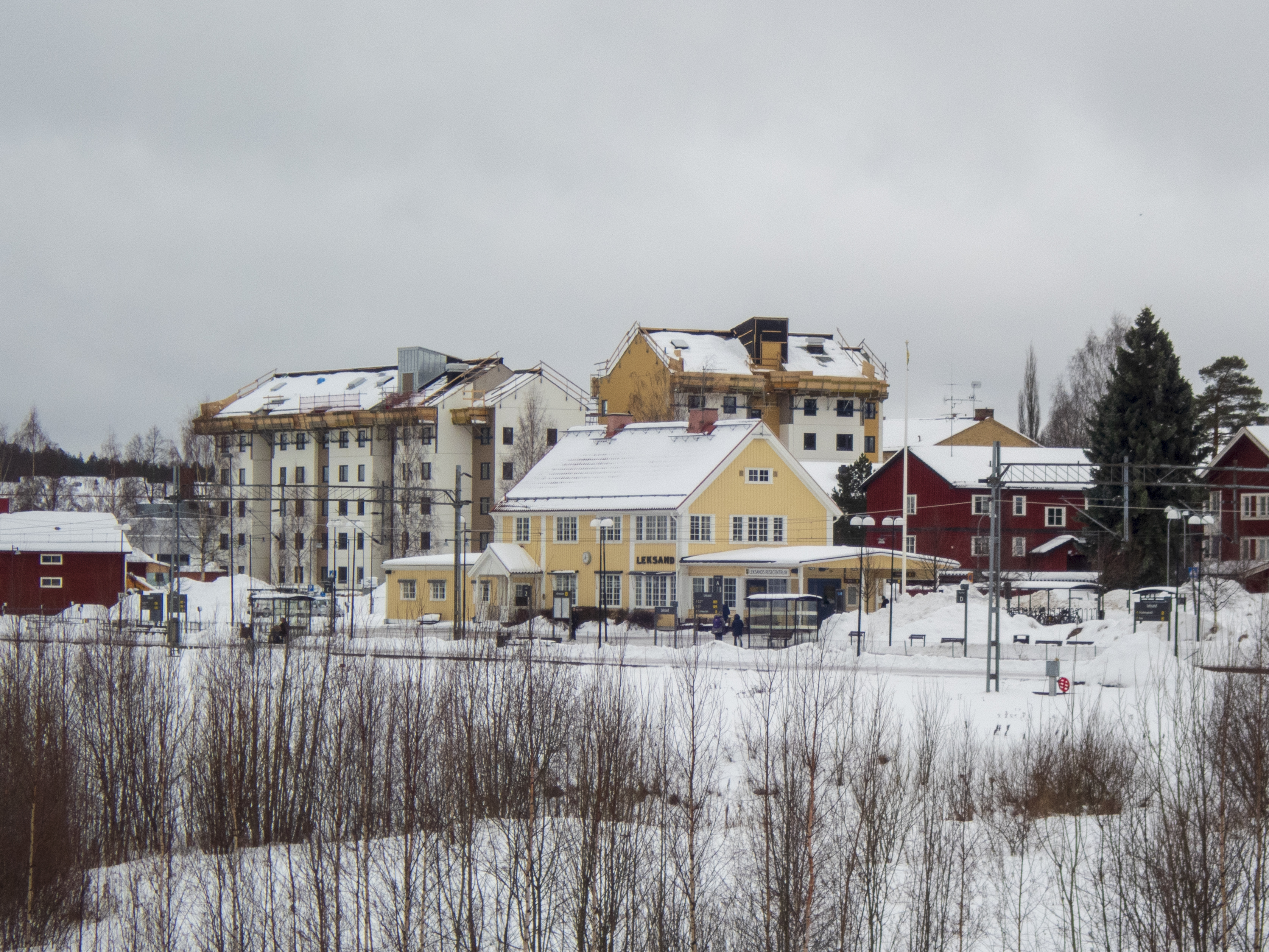
Leksands resecentrum

Persontrafiken på Dalabanan bedrivs av SJ, Tåg i Bergslagen och av Mälardalstrafik med Mälartåg.
SJ:s egentrafik på Dalabanan är en del av SJ:s kommersiella nät vilket betyder att trafiken drivs utan bidrag från staten och regionerna. SJ kör Mora/Falun-Borlänge-Uppsala-Arlanda-Stockholm. Sammanlagt går det tåg varannan timme mellan Borlänge och Stockholm, med något extra i rusningstid. Resan tar cirka två timmar och 20 minuter.
Tåg i Begslagen kör regionaltåg mellan Borlänge och Mora.
Mälartåg går mellan Uppsala och Sala. Tågen gör uppehåll i Morgongåva och Heby.
Norr om Sala finns, förutom persontrafik, en omfattande godstrafik till/från bland annat SSAB i Borlänge, och tidigare även Kvarnsvedens pappersbruk innan nedläggningen 2021.

## Banstandard

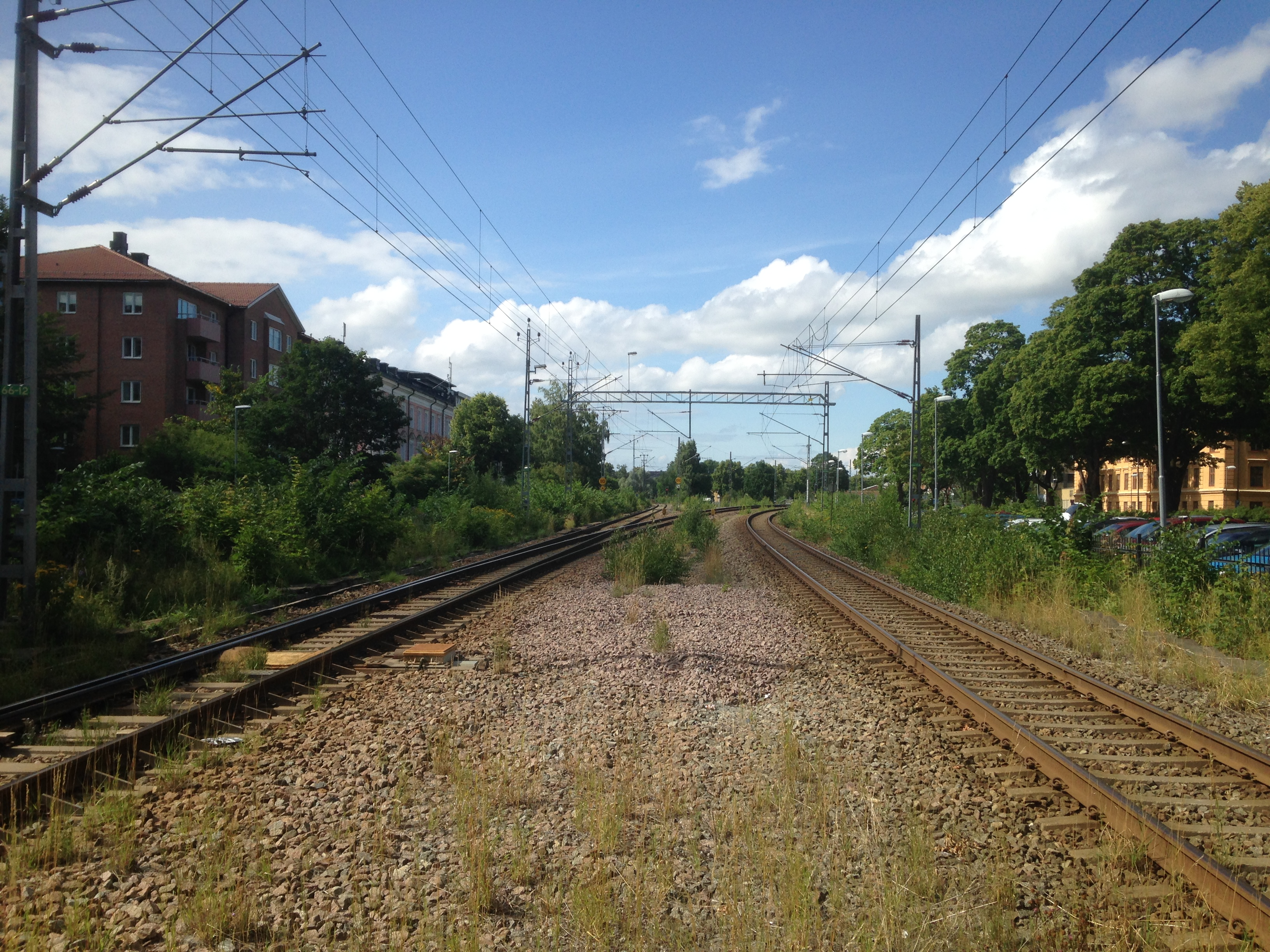
Dalabanans sydöstra ändpunkt i Uppsala där den ansluter till den dubbelspåriga Ostkustbanan.

Banan är enkelspårig och elektrifierad. År 1978 färdigställdes elektrifieringen av den sista delen, Borlänge-Mora (från 1993 till Morastrand).
I slutet på 1980-talet gjordes spårbyte på banan då det gamla skarvspåret byttes mot helsvetsad räls. Vissa mindre åtgärder typ insättning av så kallade mellanblock mellan stationerna gjordes  2010-2013. Mellanblock innebär att man sätter ut fler signaler för att reglera trafiken mellan två stationer. Effekten av detta blir att man kan ha kortare avstånd mellan två tåg på samma spår. Augusti 2020 byttes räls och slipers mellan Hedemora och Avesta. Trafikverket har en plan för fler kapacitets- och hastighetshöjande åtgärder år 2020-2025.

## Framtid
Trafikverket konstaterade 2011 att Region Dalarnas önskemål om ett persontåg i timmen med så kallad styv tidtabell inte är möjligt att genomföra om inte banans kapacitet förbättras. Maxhastigheter är 70–160 km per timme och det råder brist på platser för smidiga tågmöten. Det körs per riktning ett tåg varannan timme. Region Dalarna har ambitionen att öka turtätheten till ett tåg i timmen men har problem med att få anslag till upprustning av banan till modern standard
Den del av Dalabanan som går mellan Uppsala och Sala är en av 4 sträckor i Sverige som Trafikverket klassat som en överbelastad sträcka under arbetet med nya tidtabeller för år 2013.

### Upprustning av banstandard
Enligt Trafikverkets hemsida skall rälsbyte ske mellan Brunna och Uppsala 2024-2027 I Krylbo korsar Dalabanan Godsstråket genom Bergslagen (Mjölby–Hallsberg–Fagersta–Avesta Krylbo–Storvik), Trafikverket har också projekt för att förlänga och förbättra befintliga mötesstationer och bygga några nya 750 meter långa mötesstationer.

### Intressentförening
Föreningen Dalabanans intressenter verkar för att även Dalabanan skall få en standardhöjning. På några års[när?] sikt vill föreningen ha investeringar som ger dubbelspår på delar av banan och höjning av maximal hastighet till 180–200 km per timme (jämför med till exempel järnvägen Södertälje-Eskilstuna).
Ett problem med persontrafiken från Dalarna till Stockholm är att spåren mellan Upplands Väsby och Stockholm C idag har så tät trafik att det med dagens kapacitet inte kan gå fler tåg mellan klockan 06:00 och 09:00 respektive 15:30 och 18:00, trots att det är fyra spår (även antalet spår vid säckdelen, spår 1–7, av Stockholm C begränsar[källa behövs]). Intresseföreningen menar dock att det finns möjlighet att få plats med fler tåg utanför dessa tider eller att man kan låta viss trafik som idag bara går mellan Stockholms Central och Uppsala vända i Borlänge, Falun eller Mora istället för i Uppsala. Alternativt kan enstaka tåg från Dalarna få vända i Upplands Väsby där passagerarna kan byta till pendeltåg för vidare resa mot Stockholm C.
År 2009 ingicks ett avtal mellan kommunerna längs banan och Banverket om en ny typ av finansiering för upprustning av Dalabanan för drygt 810 MSEK. Investeringskostnaderna på banan skulle finansieras av Banverket med flera och delvis återbetalas med höjda banavgifter under en period på högst 20 år. När Banverket ombildats till Trafikverket vägrade Trafikverket att fullfölja det undertecknade avtalet med hänvisning till att det skulle vara olagligt att följa det. Upprustningen har avstannat. Region Dalarna har flera gånger uppvaktat ansvarig minister och krävt att staten skall skjuta till pengar så att man kan få ett tåg i timmen under en stor del av dagen mellan Borlänge och Stockholm. Det blir också stora logistiska fördelar för tågoperatören om sträckan Stockholm – Borlänge kan ha en tidtabell med en restid på under 2 timmar. Enligt intresseföreningen räcker det inte med att byta räler och slipers för att kunna köra ett persontåg varje timme i båda riktningarna mellan Stockholm och Borlänge. Körtiden måste kapas med fler mötesplatser och vägtunnlar som ersätter plankorsningar. Bland annat måste två stycken plankorsningar i Uppsala och en i Sala ersättas med vägtunnlar.

### Förstudie Sala–Borlänge

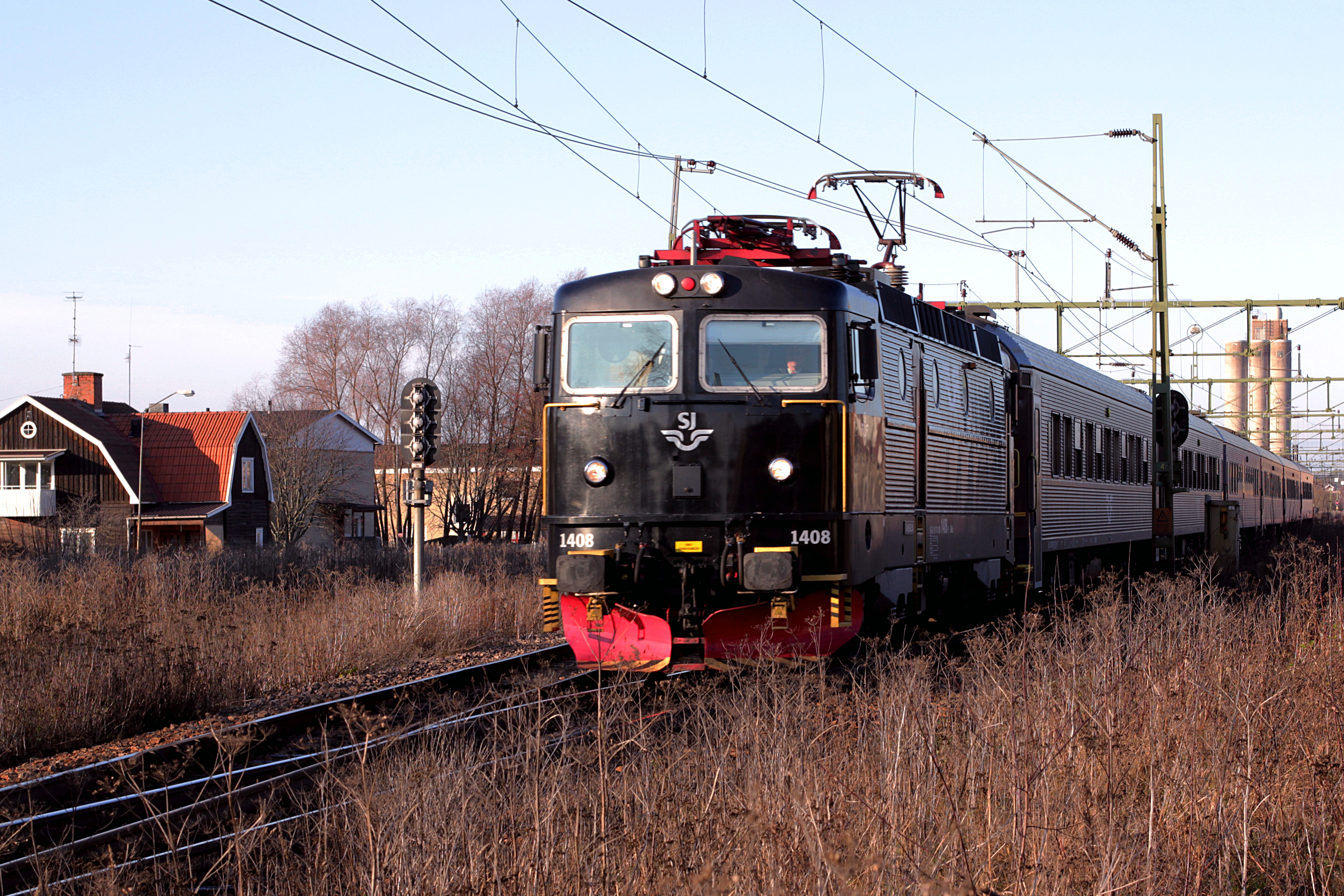
SJ-tåg vid södra växeln i Hedemora stationsområde.

Trafikverket började i februari 2011 hålla samrådsmöten om förstudier av sträckan Sala–Borlänge. I dessa finns förslag till olika åtgärder: Fler och bättre mötesstationer samt helt nya spår på ett par platser där spåret idag har skarpa kurvor. De preliminära beräkningarna visar att det krävs investeringar på mellan 1,6 och 2,2 miljarder för att nå målen: Entimmestrafik med en så kallad styv tidtabell (t.ex. avgång 7:08, 8:08, 9:08 osv), en restid på max 2 timmar Stockholm–Borlänge och möjlighet att köra 40% mer gods på banan. Orsaken till att kostnaden ökat är utredningen visat att Trafikverket på några ställen, till exempel nordväst om Sala eller nära Hedemora, måste bygga nya spår för att klara målen. Där spåret är kurvigast går det inte att få en modern bana för 200 km/timme på annat sätt än att bygga nytt en bit ifrån det gamla spåret. Nära Hedemora går merparten av den tänkta nya sträckningen i huvudsak över åkermark. Nordväst om Sala finns det två tydliga alternativ beroende på hur det nya spåret skall passera ett par sjöar och resterna av Sala silvergruva.

### 4 spår Stockholm–Uppsala
Regeringen meddelade under 2018 att den vill att Trafikverket bygger ut hela sträckan Stockholm-Uppsala till fyra spår. Det ger utrymme för att betydligt fler tåg på Dalabanan kan fortsätta till Stockholm. Idag är det fyrspår till Skavstaby, därefter går två spår mot Arlanda (Arlandabanan) och två längs den gamla sträckningen förbi Märsta, spåren återförenas i Myrbacken strax söder om Knivsta men därefter är det idag endast dubbelspår fram till Uppsala centralstation, det är denna sträcka man kommer att bygga ut till fyrspår.
Man har även påbörjat en process att bygga bort plankorsningarna i centrala Uppsala. Samma sak lär också ske med de plankorsningar som idag finns längs sträckan Uppsala–Myrbacken som idag har ganska många (4) plankorsningar med många bomfällningar i rusningstid.

## Kritik
SJ har vid flera tillfällen, senast i december 2013, offentligt framfört att hastighetshöjande åtgärder behövs på Dalabanan så att SJ:s nya snabbtåg SJ 3000 kan köra i de hastigheter de är byggda för. På grund av banans standard blir tågets hastighet inte högre med ett SJ 3000 än med de gamla lokdragna tågen.